# Боннвіль (округ)
Округ Боннвіль (фр. Arrondissement de Bonneville) — округ у Франції, в департаменті Верхня Савоя. 2023 року округ об'єднував 60 муніципалітетів, населення становило 191 104 особи.
Адміністративний центр (супрефектура) — Боннвіль.

## Муніципалітети
Список муніципалітетів округу та їхні коди INSEE:
1. Амансі (74007)
2. Арантон (74018)
3. Араш-ла-Фрасс (74014)
4. Боннвіль (74042)
5. Бризон (74049)
6. Валлорсін (74290)
7. Верше (74294)
8. Віль-ан-Салла (74304)
9. Вужі (74312)
10. В'ю-ан-Салла (74311)
11. Глієр-Валь-де-Борн (74212)
12. Демі-Картьє (74099)
13. Домансі (74103)
14. Ез (74024)
15. Ето (74116)
16. Клюз (74081)
17. Комблу (74083)
18. Контамін-сюр-Арв (74087)
19. Кордон (74089)
20. Корньє (74090)
21. Ла-Кот-д'Арбро (74091)
22. Ла-Рив'єр-Анверс (74223)
23. Ла-Рош-сюр-Форон (74224)
24. Ла-Тур (74284)
25. Ла-Шапель-Рамбо (74059)
26. Ле-Же (74134)
27. Ле-Контамін-Монжуа (74085)
28. Ле-Репозуар (74221)
29. Ле-Уш (74143)
30. Маглан (74159)
31. Мариньє (74164)
32. Марна (74169)
33. Марселла (74162)
34. Межев (74173)
35. Межеветт (74174)
36. М'єссі (74183)
37. Мон-Саксонне (74189)
38. Морійон (74190)
39. Нансі-сюр-Клюз (74196)
40. Онніон (74205)
41. Пассі (74208)
42. Пейонне (74209)
43. Пра-сюр-Арлі (74215)
44. Салланш (74256)
45. Самоенс (74258)
46. Сен-Жан-де-Толом (74240)
47. Сен-Жерве-ле-Бен (74236)
48. Сен-Жуар (74241)
49. Сен-Лоран (74244)
50. Сен-П'єрр-ан-Фосіньї (74250)
51. Сен-Сіжисмон (74252)
52. Сен-Сікст (74253)
53. Серво (74266)
54. Сікст-Фер-а-Шеваль (74273)
55. Сьйонзьє (74264)
56. Таненж (74276)
57. Тіе (74278)
58. Фосіньї (74122)
59. Шамоні (74056)
60. Шатійон-сюр-Клюз (74064)